# 曲率半径

曲率半径与曲率中心

在微分几何中，曲率半径R是曲率的倒数。 对于曲线上一点，曲率半径等于最贴近该点曲线的圆弧半径。 对于曲面上一点，曲率半径是最贴合该点的法向截面或其组合的圆弧半径。   

## 定义
对于空间曲线，曲率半径是曲率矢量的长度。
对于平面曲线，则曲率半径是曲线上固定一点的弧长的微分与切角的微分之比的绝对值
{\displaystyle R=\left\vert {ds \over d\varphi }\right\vert ={1 \over \kappa }}
而κ是曲率。

## 公式

### 二维
若曲线在笛卡尔坐标中为y(x) 作为函数图，则其曲率半径为（假设曲线可进行二阶微分）
{\displaystyle R=\left|{\frac {\left(1+y'^{\,2}\right)^{\frac {3}{2}}}{y''}}\right|\,,}
其中{\textstyle y'={\frac {dy}{dx}}\,,}{\textstyle y''={\frac {d^{2}y}{dx^{2}}},}|z|为z的绝对值。
如果曲线是关于函数x(t)和y(t)的参数方程，则其曲率半径为
{\displaystyle R=\left|{\frac {ds}{d\varphi }}\right|=\left|{\frac {\left({{\dot {x}}^{2}+{\dot {y}}^{2}}\right)^{\frac {3}{2}}}{{\dot {x}}{\ddot {y}}-{\dot {y}}{\ddot {x}}}}\right|}
其中{\textstyle {\dot {x}}={\frac {dx}{dt}},}{\textstyle {\ddot {x}}={\frac {d^{2}x}{dt^{2}}},}{\textstyle {\dot {y}}={\frac {dy}{dt}},}{\textstyle {\ddot {y}}={\frac {d^{2}y}{dt^{2}}}.}
由此启发，该结果可以表示为
{\displaystyle R={\frac {\left|\mathbf {v} \right|^{3}}{\left|\mathbf {v} \times \mathbf {\dot {v}} \right|}}\,,}
其中
{\displaystyle \left|\mathbf {v} \right|={\big |}({\dot {x}},{\dot {y}}){\big |}=R{\frac {d\varphi }{dt}}\,.}

### n维
若γ : ℝ → ℝn是ℝn中的参数方程曲线，则曲线上每个点的曲率半径ρ : ℝ → ℝ ，由此可知
{\displaystyle \rho ={\frac {\left|{\boldsymbol {\gamma }}'\right|^{3}}{\sqrt {\left|{\boldsymbol {\gamma }}'\right|^{2}\,\left|{\boldsymbol {\gamma }}''\right|^{2}-\left({\boldsymbol {\gamma }}'\cdot {\boldsymbol {\gamma }}''\right)^{2}}}}\,.}
特殊情况下，若f(t)是从ℝ映射到ℝ的函数，则其图象的曲率半径γ(t) = (t, f (t))为
{\displaystyle \rho (t)={\frac {\left|1+f'^{\,2}(t)\right|^{\frac {3}{2}}}{\left|f''(t)\right|}}.}

### 推导过程
令γ如上，并固定t 。我们想要找到一个与t处的γ零阶、一阶和二阶导数相匹配的参数方程圆的半径ρ 。显然，半径与位置γ(t) 无关，而与速度γ′(t)和加速度γ″(t) 有关。 由向量v和w只能获得三个独立标量，即v · v 、 v · w和w · w 。因此，曲率半径一定是关于这三个标量函数。即 |γ′(t)|2, |γ″(t)|2，γ′(t) · γ″(t) 。 
ℝn中圆的一般参数方程为
{\displaystyle \mathbf {g} (u)=\mathbf {a} \cos(h(u))+\mathbf {b} \sin(h(u))+\mathbf {c} }
其中c ∈ ℝn是圆心（无关，因为它在求导过程中消失）， a,b ∈ ℝn是长度为ρ的相互垂直的向量（即， a · a = b · b = ρ2，a · b = 0 ), h : ℝ → ℝ是在t处可两次微分任意函数。
g的相关导数为
{\displaystyle {\begin{aligned}|\mathbf {g} '|^{2}&=\rho ^{2}(h')^{2}\\\mathbf {g} '\cdot \mathbf {g} ''&=\rho ^{2}h'h''\\|\mathbf {g} ''|^{2}&=\rho ^{2}\left((h')^{4}+(h'')^{2}\right)\end{aligned}}}
若现在将g的导数等同于t处γ的相应导数，可得
{\displaystyle {\begin{aligned}|{\boldsymbol {\gamma }}'(t)|^{2}&=\rho ^{2}h'^{\,2}(t)\\{\boldsymbol {\gamma }}'(t)\cdot {\boldsymbol {\gamma }}''(t)&=\rho ^{2}h'(t)h''(t)\\|{\boldsymbol {\gamma }}''(t)|^{2}&=\rho ^{2}\left(h'^{\,4}(t)+h''^{\,2}(t)\right)\end{aligned}}}
关于三个未知数（ ρ 、 h′(t)和h″(t) ）的三个方程可以求解其中的ρ ，可得曲率半径的公式为：
{\displaystyle \rho (t)={\frac {\left|{\boldsymbol {\gamma }}'(t)\right|^{3}}{\sqrt {\left|{\boldsymbol {\gamma }}'(t)\right|^{2}\,\left|{\boldsymbol {\gamma }}''(t)\right|^{2}-{\big (}{\boldsymbol {\gamma }}'(t)\cdot {\boldsymbol {\gamma }}''(t){\big )}^{2}}}}\,,}
提高可读性省略参数t ，可得
{\displaystyle \rho ={\frac {\left|{\boldsymbol {\gamma }}'\right|^{3}}{\sqrt {\left|{\boldsymbol {\gamma }}'\right|^{2}\;\left|{\boldsymbol {\gamma }}''\right|^{2}-\left({\boldsymbol {\gamma }}'\cdot {\boldsymbol {\gamma }}''\right)^{2}}}}\,.}

## 示例

### 半圆与圆

椭圆(红线)及其渐屈线 (蓝线)。点是椭圆的顶点, 及最大或最小的曲率半径的点

对于一个半径为a的在上半平面的半圆
{\displaystyle {\begin{aligned}y&={\sqrt {a^{2}-x^{2}}}\\y'&={\frac {-x}{\sqrt {a^{2}-x^{2}}}}\\y''&={\frac {-a^{2}}{\left(a^{2}-x^{2}\right)^{\frac {3}{2}}}}\,.\end{aligned}}}
对于一个半径为a的在下半平面的半圆
{\displaystyle y=-{\sqrt {a^{2}-x^{2}}}\,.}
该半径为a的圆有等于a的曲率半径。

### 椭圆
在长轴为2a短轴为2b的椭圆中, 长轴的顶点有该椭圆上最小的曲率半径, {\textstyle R={b^{2} \over a}}; 并且短轴的顶点有该椭圆上最大的曲率半径 R = a2/b。
令椭圆的曲率半径是关于参数t的方程, 即
{\displaystyle R(t)={\frac {(b^{2}\cos ^{2}t+a^{2}\sin ^{2}t)^{3/2}}{ab}}\,,}
其中{\textstyle \theta =\tan ^{-1}{\Big (}{\frac {y}{x}}{\Big )}=\tan ^{-1}{\Big (}{\frac {b}{a}}\;\tan \;t{\Big )}\,.}
令椭圆的曲率半径是关于参数θ的方程, 即
{\displaystyle R(\theta )={\frac {a^{2}}{b}}{\biggl (}{\frac {1-e^{2}(2-e^{2})(\cos \theta )^{2})}{1-e^{2}(\cos \theta )^{2}}}{\biggr )}^{3/2}\,,}
其中椭圆的偏心率e, 是
{\displaystyle e^{2}=1-{\frac {b^{2}}{a^{2}}}\,.}

## 应用
- 在微分几何中使用，参见切萨罗方程（英语：Cesàro equation）
- 在地球的曲率半径（近似于扁椭球体）中使用；参见：弧度测量（英语：Arc measurement）
- 曲率半径也在弯曲梁的三部分方程中使用
- 曲率半徑 (光学)
- 薄膜技术
- 印刷电子学
- 最小曲线半径
- AFM 探测器